# Crisi economica in Venezuela del 2013-2019
Dal 2013 il Venezuela sta attraversando una crisi economica, istituzionale e sociale. Nel 2014 i principali indicatori macroeconomici hanno avuto sviluppi negativi. Durante il primo mandato presidenziale di Nicolás Maduro dal 2013 al 2018 il PIL venezuelano si è dimezzato.

## Cause
Tra le principali cause si annoverano la crisi finanziaria del 2007-2008, la caduta dei prezzi del petrolio e fattori interni, oltre alle numerose sanzioni ed embarghi imposti dagli Stati Uniti d'America. Il paese ha anche attraversato due recessioni, la prima tra il 2014 e il 2015 e la seconda tra il 2016 ed il 2017.

## Effetti

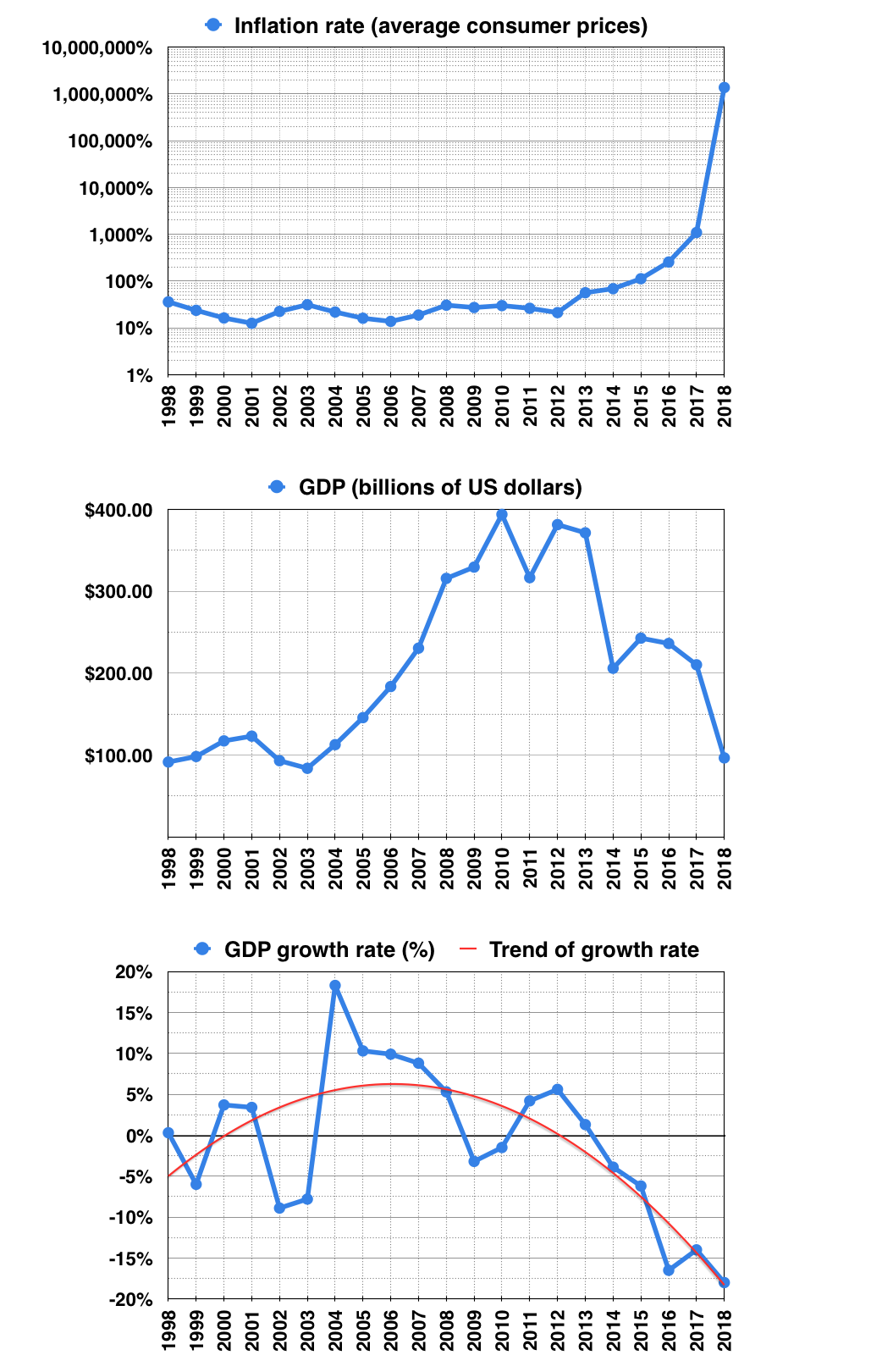
Indicatori economici in Venezuela 1998-2017

### Decrescita industriale

#### Settore petrolifero
A livello mondiale, lo sviluppo di nuove e più efficienti tecnologie estrattive ha prodotto un aumento della produzione di petrolio, a cui però non è corrisposto un aumento della domanda, che è invece rimasta sostanzialmente stabile, determinando così un surplus che ha fatto crollare il prezzo del greggio, dai 100$ al barile del 2014 ai 50$ verso la fine dello stesso anno.
La Petróleos de Venezuela, S.A. (PDVSA), la compagnia petrolifera statale, dall'insediamento di Maduro come presidente  non ha effettuato investimenti per individuare nuovi giacimenti di petrolio e migliorare il proprio livello tecnologico. Numerosi macchinari sono stati rubati o danneggiati da dipendenti a seguito della drastica riduzione della loro retribuzione. Maduro ha affidato il controllo di PDVSA ad un generale dell'esercito privo di esperienza nel settore petrolifero determinando un aggravamento della crisi della compagnia.

#### Produzione manifatturiera
Infine anche il rallentamento della produzione manifatturiera cinese ha inciso negativamente sull'economia venezuelana. Come effetto di tali eventi il Venezuela ha al giorno d'oggi un'inflazione che oscilla tra il 400% e il 700%, la più alta mai verificatasi nel XXI secolo.'

### Disoccupazione
Con l'inizio della crisi, il tasso di disoccupazione  è aumentato dall'8% del 2010 al 14% nel 2015. Mentre la disoccupazione in alcune regioni del Venezuela è molto più bassa rispetto ad altri, il risultato complessivo è uno dei più alti in America Latina in base alle CEPAL.

### Iperinflazione
La crisi economica ha determinato un lungo periodo di iperinflazione che ha condotto la Banca centrale venezuelana a vendere le proprie riserve valutarie. Il Bolivar fuerte ha perso rapidamente valore e la banca centrale ha iniziato a stampare e mettere in circolazione nuove banconote di nuovi tagli (da 500, 1 000, 2 000, 5 000, 10 000, e 20 000).
Per il 2018 il Fondo monetario internazionale (Fmi) ha stimato un tasso di inflazione pari a 1 000 000 %.
Il 20 agosto 2018 il governo Maduro ha adottato il Bolívar soberano. Il cambiamento ha eliminato "cinque zeri" dalla moneta e l'ha ancorata al petrolio.

### Carenza di alimentari e medicinali
Tra gli effetti della crisi, si può annoverare sia la carenza di alimentari che di medicinali, un fenomeno che ha generato anche una crisi umanitaria senza precedenti. Questa situazione si è verificata per una serie di prodotti regolamentati come gli alimenti: latte, vari tipi di carne, pollo, caffè, riso, olio, farina precotta, burro, etc., generi di prima necessità come la carta igienica, gli articoli da toeletta, i farmaci, e anche altri, come le protesi al seno.
La crisi ha anche colpito la sanità, attraverso la carenza di farmaci. Inoltre, nel Paese, l'aspettativa di vita è diminuita, e le persone affette da malattie quali il cancro, l'asma, l'epilessia, il diabete, la malattia di Parkinson, l'Alzheimer sono state costrette a ripiegare su alternative meno efficaci, oppure a lunghi viaggi in altri Stati.